# 張欣然
張欣然（1997年7月9日—）是臺灣女子籃球運動員，出身國風國中，進入南湖高中最初僅是陪練球員，之後擠進了球隊的正式名單，再成為球隊主力球員，最後當選了U18國手。張欣然大學先後就讀北市大、臺師大以及佛光，曾一度離開球場從事熱炒打工，在佛光教練楊淑淨牽線下重返球場，2022年7月在WSBL選秀第三輪獲得台電女籃青睞。

## 外部連結
- 張欣然在archive.fiba.com（archived）（英语）
- 張欣然在Eurobasket.com（球員）（英语）